# PenAir
Peninsula Airways, operata come PenAir, era una compagnia aerea regionale statunitense con sede ad Anchorage, in Alaska. Era la seconda compagnia aerea regionale dell'Alaska e operava servizi di linea per passeggeri, charter e servizi di evacuazione medica in tutto lo Stato. La sua base principale era l'aeroporto Internazionale Ted Stevens di Anchorage. PenAir aveva un accordo di code sharing con Alaska Airlines per i voli operati nello Stato dell'Alaska.

## Storia
Peninsula Airways venne fondata da Orin Seybert nel 1955. Seybert aveva 19 anni, viveva a Pilot Point, in Alaska, e possedeva un Taylorcraft biposto del 1946. Nel 1956 si aggiunse un Piper Tri-Pacer a quattro posti. Il 1º marzo 1965, Peninsula Airways si costituì in società e acquistò la base operativa fissa (FBO) di King Salmon.
Nel 1967, Peninsula Airways divenne un subappaltatore a tempo pieno di Reeve Aleutian Airways, soddisfacendo gli obblighi di certificazione di Reeve per Chignik, Perryville e Ivanoff Bay.
Nel 1969, Peninsula Airways acquisì tutte le attività di Tibbetts-Herre Airmotive, che operava da Naknek dal 1950. Nel 1973 iniziò ad essere fornito un servizio regolare tra King Salmon e le comunità dell'isola Pribilof, St. Paul e St. Il servizio charter fu esteso anche alle isole Aleutine, a Dutch Harbor, Atka e Adak con gli aerei anfibi Grumman G-44 Widgeon.

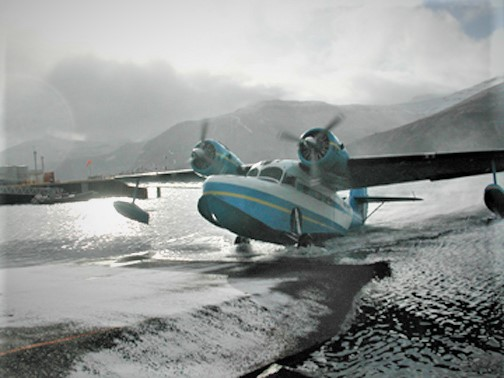
Un Grumman Goose di PenAir.

Nel 1977, due aerei Grumman Goose furono acquistati da Reeve Aleutian Airways e il subcontratto venne ampliato per coprire tutte le località certificate da Reeve nella penisola dell'Alaska e nelle Isole Aleutine. Ciò richiese la creazione di una base operativa a Cold Bay, con hangar, uffici e alloggi per i dipendenti.
Nel 1980, il Civil Aeronautics Board rilasciò a Peninsula Airways un Certificato di Pubblica Convenienza e Necessità (Part 401) e tutte le operazioni degli aeromobili furono condotte in base alla Parte 135 delle Federal Air Regulations.
Nel 1983, Peninsula Airways acquistò il suo primo turboelica: un Cessna Conquest che operava da Cold Bay. Peninsula Airways è stato il primo vettore aereo dell'Alaska a ottenere la sovvenzione CAB Part 419, che ha permesso alla compagnia di operare rotte Essential Air Service (EAS) verso Atka, St. George e Kodiak Island.
Nel 1985, Peninsula Airways ha acquisito tutte le attività di Air Transport Services, Inc. con sede a Kodiak. L'accordo comprendeva un hangar e una struttura per uffici con circa sei aeromobili e un servizio di linea per tutti i punti dell'isola. Ad Anchorage è stata creata una base con due Cessna Conquest che offrivano un servizio charter da Anchorage alle isole Pribilof. Un anno dopo fu aggiunto il servizio di linea da Anchorage a King Salmon e Dillingham.
Il primo Fairchild Swearingen Metroliner è entrato in servizio nel 1987 e gli aerei sono rimasti in flotta fino al 2011.
Nel 1988, diversi operatori di bush a Dillingham si videro revocare i certificati dalla Federal Aviation Administration (FAA), spingendo Peninsula Airways a stabilire un'attività in loco. Furono acquistati un hangar e un velivolo e iniziarono i servizi per le comunità circostanti.
Nel 1989, Peninsula Airways fu incaricata dalla Exxon di sostenere la bonifica della fuoriuscita di petrolio della Exxon Valdez. Allo stesso tempo, l'Alaska Regional Hospital assegnò a Peninsula Airways un contratto per fornire un servizio di evacuazione medica 24 ore su 24. Le operazioni di Peninsula Airways sono state ispezionate e approvate dalla Exxon Corporation, dall'Office of Aviation Services (OAS) del Dipartimento degli Interni degli Stati Uniti e dal Dipartimento della Difesa degli Stati Uniti.
Nel 1991, Peninsula Airways ha iniziato a operare come PenAir ed è diventata partner di code sharing e Mileage Plan con Alaska Airlines. Nel 1996 è passata alle norme FAA Part 121, operando sia con la Part 135 che con la 121.

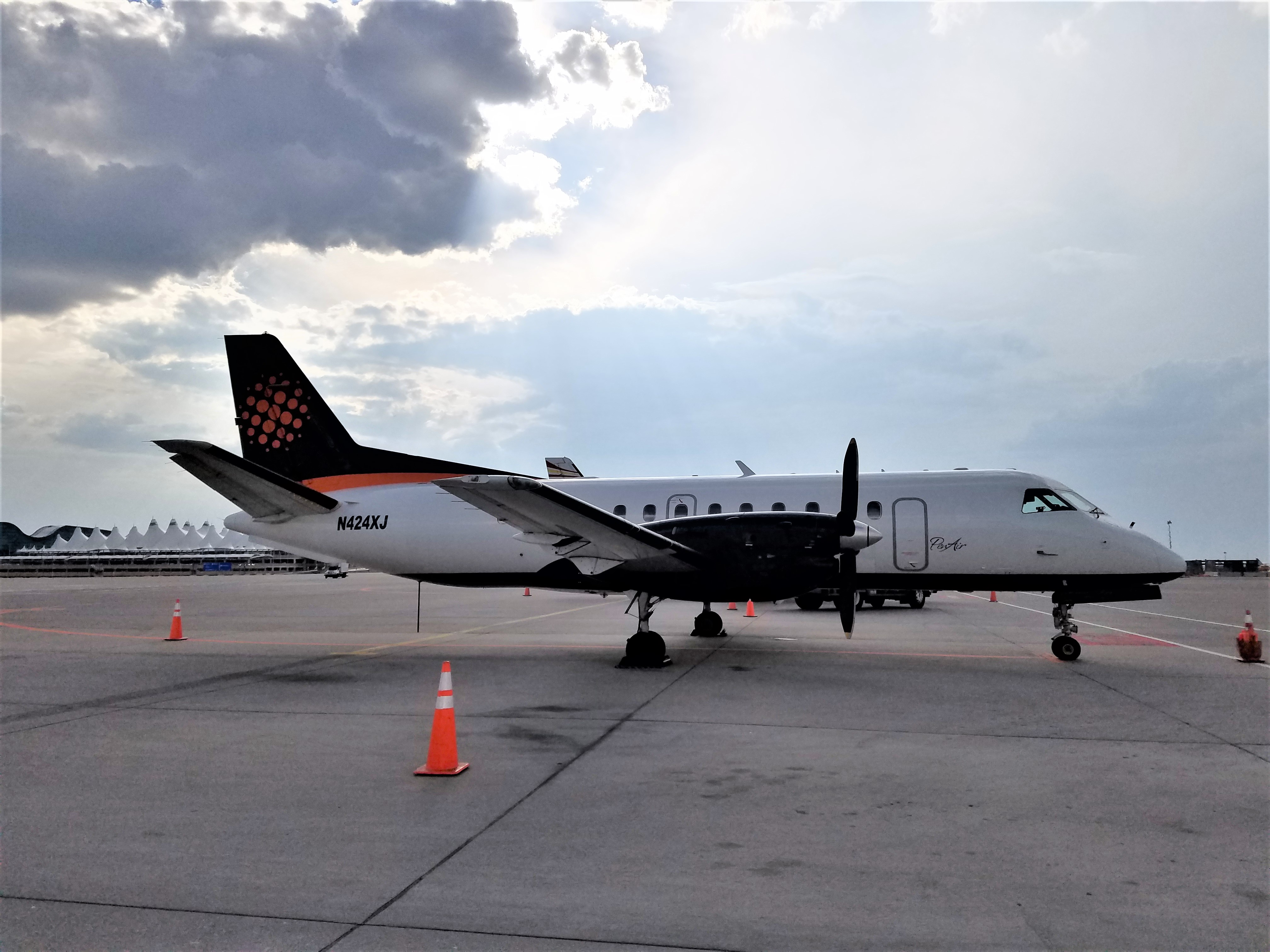
Un Saab 340B della compagnia.

Nel 1997 ha acquistato due Saab 340B e nel 1998 ha trasferito la propria sede in un nuovo complesso di hangar e uffici ad Anchorage, in Alaska.
Nel 2012 la compagnia ha ampliato le sue attività al di fuori dell'Alaska dopo aver partecipato a una gara d'appalto e essersi aggiudicata le rotte dell'Essential Air Service negli Stati Uniti nordorientali. Ha stabilito un hub all'aeroporto Internazionale Logan di Boston e ha iniziato a operare servizi per Presque Isle, Maine e Plattsburgh, New York, con un ulteriore servizio stagionale per Bar Harbor, Maine.
La presenza di PenAir negli Stati Uniti continentali si è notevolmente ampliata nel 2016, quando la compagnia si è aggiudicata più rotte Essential Air Service nel Midwest e negli Stati Uniti occidentali. La compagnia ha stabilito il suo terzo e quarto hub all'aeroporto Internazionale di Denver e all'aeroporto Internazionale di Portland. Da Denver, PenAir operava servizi per Dodge City e Liberal, Kansas e Kearney, North Platte e Scottsbluff, Nebraska. Da Portland, PenAir operava l'Essential Air Service per Crescent City, California e aveva iniziato anche il servizio per Arcata/Eureka e Redding, California e Klamath Falls e North Bend/Coos Bay, Oregon.
Il 7 agosto 2017 PenAir ha presentato istanza di fallimento ai sensi del Chapter 11. PenAir ha deciso di porre fine a tutti i voli in partenza dai suoi hub di Denver e Portland. Le rotte in California e Oregon che non erano finanziate dalle sovvenzioni dell'Essential Air Service sono state interrotte nel giro di pochi giorni. I termini del contratto Essential Air Service prevedevano che PenAir continuasse a operare su tali rotte fino all'assegnazione del contratto a una nuova compagnia aerea, processo che si prevedeva sarebbe stato completato entro 90 giorni. Il 30 agosto 2017 PenAir ha annunciato che avrebbe cessato tutte le operazioni a Denver a partire dal 10 settembre 2017 a causa di dimissioni di massa che avevano coinvolto 17 membri dell'equipaggio.
Il 30 novembre 2017 PenAir ha annunciato la cessazione del servizio per Crescent City, California, a partire dal 15 dicembre. La città aveva scelto Contour Airlines per operare l'Essential Air Service, ma PenAir ha dichiarato che non sarebbe stata in grado di continuare il servizio finché Contour non avesse iniziato a operare.
Il 30 maggio 2018, PenAir ha cancellato il servizio via Boston da e per Plattsburgh, Bar Harbor e Presque Isle con un mese di anticipo, citando problemi di personale, rompendo il contratto Essential Air Services con il Dipartimento dei Trasporti.
Il 1º giugno 2019, PenAir ha cessato la vendita diretta di biglietti con il proprio marchio. Da quel giorno, tutti i voli PenAir sono commercializzati e venduti utilizzando i numeri di volo Ravn Alaska (7H).

## Flotta
PenAir è stato l'unico vettore aereo negli Stati Uniti a utilizzare il turboelica regionale Saab 2000 nei voli di linea per passeggeri.
PenAir è stata tra le ultime compagnie aeree al mondo a utilizzare l'idrovolante Grumman G-21A Goose nei voli di linea. Questo velivolo anfibio a pistoni veniva utilizzato per rifornire località costiere remote dove non esistevano piste di atterraggio. Il 21 dicembre 2012, il Grumman Goose ha effettuato il suo ultimo volo commerciale da Unalaska ad Anchorage. PenAir ha operato in precedenza anche un altro tipo di aereo anfibio a pistoni, il Grumman G-44 Widgeon.
In precedenza la compagnia aerea ha operato anche diversi tipi di aeromobili a turboelica, tra cui il Cessna 208B Grand Caravan, il Cessna 441 Conquest e le varianti Metro II, Metro III e Metro 23 del Fairchild Swearingen Metroliner.
Gli aerei terrestri a pistoni precedentemente operati includevano il Piper Navajo Chieftain e il Piper Saratoga.
PenAir operava tutti i suoi voli in code sharing nello Stato dell'Alaska per conto di Alaska Airlines con aerei turboelica Saab 340B e Saab 2000. Il Saab 2000 è una versione più grande e ad alta velocità del Saab 340B. Tutti i voli in code sharing di Alaska Airlines nei 48 stati inferiori degli Stati Uniti sono stati operati da PenAir con Saab 340B.

## Incidenti
- 10 ottobre 2001: il volo PenAir 350, un Cessna 208 Caravan (N9530F) su un volo di linea da Dillingham, Alaska, a King Salmon, Alaska, è precipitato poco dopo il decollo dall'aeroporto di Dillingham. Il pilota e tutti i nove passeggeri hanno perso la vita.[11]
- 17 ottobre 2019: il volo PenAir 3296, un Saab 2000, è uscito di pista dopo la fase di atterraggio all'aeroporto di Dutch Harbour. Un passeggero ha riportato lesioni fatali a causa della penetrazione della pala dell'elica all'interno della fusoliera.[12]